# Коропський район
Ко́ропський райо́н —  колишній район Чернігівської області з центром у смт Короп.

## Загальні відомості
Район розташовувався на північному сході області. За природними особливостями поділявся на дві географічні зони: південну — Чернігівське Полісся — піщана, місцями заболочена рівнина з сосновими і мішаними лісами; та північну — Новгород-Сіверське Полісся — підвищена, дуже порізана ярами місцевість. Район межував з Сосницьким, Новгород-Сіверським, Бахмацьким, Борзнянським районами Чернігівської області та Кролевецьким, Конотопським, Шосткинським районами Сумської області. Займав площу 1.3 тис. км². Населення — 28.5 тис. осіб. Відстань від смт Короп до обласного центру автомобільними шляхами становить 145 км.
На території району розташовувався Мезинський національний природний парк

## Історія
Археологічні знахідки залишків первісної людини свідчать про поселення, що датуються 20-м тисячоліттям до н. е. Про це свідчать експонати Мезинського археологічного музею, створеного на місці всесвітньо відомої стоянки пізньопалеолітичної людини (близько 15-ти тис.років тому). Коропські землі входили до Чернігівського, а згодом до Новгород-Сіверського князівства. В середині 13 ст. Чернігово-Сіверський край підпав під панування татаро-монголів, а із середини 14 ст. увійшов до складу Литовської держави. З початку 16 ст. він неодноразово переходив то до Польщі, то до Москви.
Районний центр Короп розташований на Лівобережжі Десни, за кілька км від неї. Нині це селище міського типу, а у 17-18 ст. воно було великим містом з населенням у 1682 році — 5282 чоловіки і відігравало значну роль в українській козацькій державі, що й дало підставу включити його до урядового списку історичних місць України. Археологічні знахідки переконливо свідчать, що Короп — місто до татарське. На околицях Коропа знайдені слов'янські поселення (2-5 ст.), городище і курганний могильник періоду Київської Русі. Вчені вважають, що це — залишки давньоруського міста Хоробор, яке згадується в Іпатійовському літопису під 1153,1159 і 1234 рр. Він входив до Новгород-Сіверського, а після навали орд Батия — Брянського повітового князівства.
З другої половини 14 ст. до кінця 15 ст. Хоробор знаходився під владою Великого князівства Литовського. В результаті російсько-литовської війни 1500–1503 рр. Хоробор відійшов до Росії. В середині 16 ст. в Хороборі нараховувалось 100 дворів. В кінці 16 на початку 17 ст. населений пункт отримав назву Короп. За Деулінським перемир'ям 1618 року Короп підпав під владу шляхетської Польщі. Влітку 1648 року він був звільнений від польсько-шляхетського гніту.
В адміністративному відношенні Коропська сотня належала до складу Ніжинського полку. В історіографії не склалось єдиної думки про час утворення сотні. Офіційні довідкові видання вказують 1659 рік як рік заснування сотні. Я.Дашкович та І.Ситий вважають, що сотня заснована у 1654 році. Однак ці дві дати не мають під собою достатнього обґрунтування. Напевно, датою заснування Коропської сотні слід вважати 1658 рік, оскільки у роботах В.Кривошеї під цією датою згадується перший коропський сотник.
Коропська сотня займала територію, яка у 1635–1648 роках становила окрему волость Новгород-Сіверського повіту Чернігівського воєводства. За даними О.Яблоновського, Коропська волость була розташована на захід від Глухівської і на південь від Новгорода на площі понад 40 квадратних миль на обох берегах Десни та її притоки Реті у нижній її течії. До складу Коропської волості, крім міста Коропа на Десні (імовірно заснованого на місці городища стародавнього Хоробору), а також міста Рождественного і Карильська, далі, дещо на південь від басейну Накоту — Білка (Білоч ?) у верхів'ях цієї ж річки; Алтинівка — ближче до Сейму; на Десні нижче Коропа — Риботин, Сохачі, на південь від них — Хрестовщина, на схід від Коропа — Добротів. Крім того, згадуються такі населені пункти, як Напень, Студенець, Ботковське, Чудиново, Безобразове, Коренево та інші, назви яких сьогодні вже не зустрічаємо — зовсім загублені або лише перекручені. На лівому березі, йдучи від Коропа вверх по самій Десні, спочатку знаходиться місто чи містечко Райгородок, яке належало Зеленським. Нижче Кролевця, на лівому березі Реті знаходились Обтів та Погорілівка, які належали Вишлям.
Коропська сотня займала частину волості на високому лівому березі Десни. Виникнення поселень сотні належить до дуже раннього часу. Є безперечні відомості про існування поселень вже у XVI столітті, але, здається, існували вони і раніше, оскільки Короп з достовірністю може вважатись дотатарським поселенням. Поселення Коропської сотні до початку XVIII століття не мали приватних власників, бо частина їх була віддана на утримання генеральної артилерії, а частина — належала до числа гетьманських маєтків Батуринської волості. Лише Обтів та Погорілівка вже у XVII столітті належали Забілам. На жаль, невідомо, які саме населені пункти входили до складу сотні на початку її існування.
З часом територія сотні зазнавала змін. У 1672 році до її складу увійшла Рождественська сотня, яка існувала з 1654 року. У цю сотню входили села Карильське, Кроснопілля, Городище, Оболоння (останні два — на правому березі Десни) і якесь «Очавулино», з назви якого ми не дізнаємось — яке саме з навколишніх сіл так називалось. До Коропської сотні з цих сіл відійшли Рождественне, Карильське, Краснопілля.
Надалі територія сотні зазнавала нових змін. На 1729–1730 роки до складу сотні входили місто Короп, села Риботин, Сохачі, Лукнів, Райгородок, Рождественне, Билка, Краснопілля, Бужанка, Жорнівка. У цьому переліку ми вже не знаходимо Карильського. Невідомо, з якої причини пропущені Обтов та Погорілівка.
У переліку 1736 року ми знову знаходимо серед сіл сотні Карильське, Обтов, Погорілівку. Крім того, у списках сіл сотні вперше згадується Царівка. На середину 50-х років XVIII століття у складі сотні з'являється село Рижки.
Генеральний опис Лівобережної України 1765–1769 років згадує у складі сотні також села Велику Кошелівку, Змітневе, Калачі, Ксендзівку, Купчичі, Нехаївку, Попівку, Робітниче, Шабалинове, хутори біля села Курилівка, в урочищі Крути, хутори Лутавський та Рудні, урочище Лиса Гора. Всі ці населені пункти перебували у складі сотні протягом нетривалого часу. Опис Новгород-Сіверського намісництва (1779–1781 рр.) не вказує на їх приналежність до Коропської сотні. Також в описі не згадується Бужанка, яка у другій половині XVIII століття відійшла до складу Поноринської сотні.
Згідно з новим адміністративно-територіальним поділом у 1923 році Короп став районним центром Конотопського округу і віднесений до категорії селищ міського типу. Понорниця — селище міського типу, з 1923 по 1963 рік — районний центр.
В кінці серпня 1941 року район був захоплений німецькими військами. На фронтах Другої світової війни воювали понад 13тис.жителів обох районів. 4 — 19 вересня 1943 року Коропщина була звільнена радянською армією. 
В післявоєнні роки побудований цегельний завод, працювали крохмальні, спиртовий, маслоробний заводи, завод продтоварів, комбінат харчової промисловості.
У 50-ті — 80-ті роки працювали: льонозавод (до 1962 року — пенькозавод), промкомбінат, комбікормовий завод, міжколгоспна будівельна організація, цегельні заводи, рай сільгосптехніка, друкарня, завод продтоварів, комбінат харчової промисловості, сир завод, спиртозавод, крохмальний завод, сільгосппідприємства.
05.02.1965 Указом Президії Верховної Ради Української РСР передано Конятинську та Пекарівську сільраду Коропського району до складу Сосницького району.
До 23 вересня 2016 року було утворено Коропську селищну громаду, до складу якої увійшли 1 селищна та 15 сільських рад.

## Природно-заповідний фонд

### Національні природні парки
Мезинський (загальнодержавного значення).

### Ботанічні заказники
Дубравка, Оболонський (загальнодержавного значення), Синявка, Синявський Бір, Шабалинів Бір.

### Гідрологічні заказники
Болото «Ягідне», Вольниця, Покошицький.

### Ландшафтні заказники
Жорнівський Бір, Жуків Яр, Зміївщина, Коропський, Криничне, Мезинська Швейцарія, Рихлівська Дача (загальнодержавного значення), Свердловський, Урочище «Загати», Урочище «Лутава», Урочище «Обийма», Урочище «Чаща».

### Лісові заказники
Вишенська Дача.

### Ботанічні пам'ятки природи
Багатовіковий дуб, Дуб вільнянський, Старовинна ялинова алея, Урочище «Лобанівщина».

### Гідрологічні пам'ятки природи
Озеро «Башукове», Озеро «Вить, Синій колодязь.

### Заповідні урочища
Коропський Бір.

## Відомі люди
- Гетьман Лівобережної України Д.Многогрішний (1668–1672) та його брат Чернігівський полковник В.Многогрішний,
- геніальний винахідник М. І. Кибальчич (1853–1881),
- видатні художники ХУІІІ-XIX століть К. І. Головачівський (1735–1823), Г. А. Васько (1820–1865), І. А. Васьков (1814-рік смерті невідомий),
- архітектор М. А. Мосцепанов,
- майстер художньої кераміки П. А. Дубинський (1888–1938),
- герой Радянського Союзу маршал авіації С. Г. Руденко,
- Г. П. Вовк (народився у 1924 році) — письменник,
- В. М. Макієнко (1924) — художник,
- В. М. Михайленко (1953) — поетеса і прозаїк,
- А. В. Сарапін (1925) — художник.
- Куриленко Михайло Прокопович (1885 — ?) — політичний і громадський діяч, депутат Трудового конгресу України.

Із 70-х років XIX ст. у Коропі проживав рідний брат письменниці Марка Вовчка Д. О. Вілінський, який і похований в Коропі — займався літературною діяльністю.
Проживає М. Д. Білоус, відмінник народної освіти, поет і прозаїк (1939 на Івано-Франківщині).

## Економіка
Основними видами промислової продукції, яка випускається нині підприємствами району є: масло, твердий сир, молоко оброблене рідке, хлібобулочні вироби, макаронні вироби, безалкогольні напої, спирт, крохмаль, льоноволокно, меблі. Головними партнерами в зовнішній торгівлі промисловців Коропщини є Росія, Білорусь, Литва, Узбекистан, Туреччина, США, Латвія, Італія. Промислові підприємства району постійно беруть участь у ярмарках, виставках, у різних містах України. Серед найефективніших підприємств можна назвати ТОВ «Газбудсервіс» /виробництво металевих конструкцій, газифікаційних труб, різних видів плитки/; корпорація «Проун» /виробництво м'яких та корпусних меблів/; ДП «Крисківський спиртозавод»; Коропське управління по газопостачанню та газифікації «Коропгаз»; ВАТ «Коропське автопідприємство 17441»; «Коропський льонозавод»; Коропський цех електрозв'язку; ПП «Послуга-сервіс»; філія «Коропський райавтодор».
Сільське господарство району спеціалізується на вирощуванні зернових культур, картоплі та льону, виробництві продуктів тваринництва. Всього сільгоспвиробництвом займається 41 підприємство: 31- приватної форми власності, 10 — фермерських.

## Транспорт
Територією району проходять автошляхи E101М02 та E381.

## Пам'ятки
Історичними місцями району вважалися: Мезинська стоянка первісної людини, древнє село Оболоння, палацовий комплекс графа П. О. Рум'янцева — Задунайського в с. Вишеньки, Рихлівський Свято — Миколаївський монастир, с. Радичев (на думку деяких істориків, засноване на місці древнього міста), старе городище с. Райгородок, смт. Короп, селище Понорниця (відоме династіями гончарів та цілющим «синім колодязем»), с. Шабалинів (знаходиться могила у вигляді корабля першої російської жінки — хіміка В. Є. Богданівської — Попової).

## Політика
25 травня 2014 року відбулися Президентські вибори України. У межах Коропського району було створено 36 виборчих дільниць. Явка на виборах складала — 66,16% (проголосували 13 285 із 20 081 виборців). Найбільшу кількість голосів отримав Петро Порошенко — 32,81% (4 359 виборців); Олег Ляшко — 28,18% (3 744 виборців), Юлія Тимошенко — 23,08% (3 066 виборців), Анатолій Гриценко — 4,19% (557 виборців), Сергій Тігіпко — 3,28% (436 виборців). Решта кандидатів набрали меншу кількість голосів. Кількість недійсних або зіпсованих бюлетенів — 1,06%.